# Arispe cestalis
Arispe cestalis är en fjärilsart som beskrevs av George Duryea Hulst 1886. Arispe cestalis ingår i släktet Arispe och familjen mott. Inga underarter finns listade i Catalogue of Life.